# 三碘化铱
三碘化铱是一种铱的碘化物，化学式 IrI3。

## 制备
三碘化铱可以由四碘化铱在210 °C下被氢气还原而成。它也可以由二氧化铱或氢氧化铱(III)和碘化氢反应而成。

## 性质
三碘化铱是不溶于水的深棕色固体。它和三氯化铬一样为单斜晶系。它的三水合物是黄色的，加热脱水成二水合物或是无水物。三碘化铱也有一水合物。